# Ellereller
Ellereller er en dansk kortfilm fra 1992, der er instrueret af Anders Dejgaard.

## Handling
Et russisk ordsprog lyder: Den der går ud for at jage to harer, kommer tomhændet hjem. - Eller; du er lige vågnet, solen skinner og du har fri hele dagen. - Sådan en dag gælder det virkelig om at få brugt til noget godt.